# USS Jacksonville (SSN-699)
USS Jacksonville (SSN-699) – amerykański wielozadaniowy okręt podwodny z napędem atomowym typu Los Angeles, należący do pierwszej grupy okrętów 688 - bez pionowych wyrzutni pocisków manewrujących typu VLS. Jako okręt najstarszej generacji jednostek 688 dysponował możliwością wystrzeliwania torped mk.48 i pocisków manewrujących UGM-109 Tomahawk, a także stawiania min wyłącznie poprzez wykorzystanie czterech zainstalowanych dziobowych wyrzutni torpedowych. Jednostka o długości  110 metrów i wyporności w zanurzeniu wynoszącej 6927 długich ton, dzięki napędowi atomowemu zapewnianemu przez siłownię o mocy 30000 KM z reaktorem wodnociśnieniowym S6G, zdolna była do pływania podwodnego z prędkością 33 węzłów.
W czwartek, 10 stycznia 2013 r., około godziny piątej czasu lokalnego amerykański okręt podwodny USS Jacksonville (SSN-699) typu Los Angeles, w czasie realizowania misji w wodach Zatoki Perskiej, zderzył się z niezidentyfikowanym statkiem rybackim. Według oficjalnego oświadczenia US Naval Forces Central Command na pokładzie SSN-699 nikt nie został ranny.
Do kolizji doszło w chwili, gdy SSN-699 znajdował się na głębokości peryskopowej. Niezwłocznie po kontakcie załoga okrętu podwodnego próbowała podnieść jeden z peryskopów co okazało się niemożliwe. Obserwacja otoczenia przy użyciu drugiego peryskopu pozwoliła na wstępną ocenę skutków zderzenia. Jak się okazało maszt jednego z peryskopów został ścięty.